# ファティマ
ファティマ（ポルトガル語: Fátima [ˈfatimɐ] ( 音声ファイル)）は、ポルトガル・サンタレン県の都市。1917年に起こったとされる、ファティマの聖母の出現と呼ばれる宗教的幻視によって著名である。
ファティマは面積71 km2 人口およそ10,000人の町で、オポルトから187km南部、リスボンから123km北部のポルトガル中央部に位置する。元来は小さな農村の町であったが、現在はローマ・カトリックの巡礼者を中心に国際的な巡礼地として知られる。
ファティマの名前は、アラビア語の女性名「فاطمة」（Fāṭimah もしくは Fāṭima, ファーティマ）に由来する。ムーア人の姫ファティマがレコンキスタの最中にキリスト教国側に捕らえられ、洗礼を受けキリスト教徒となり、1158年にオウレン伯と結婚したという伝説がこの地に伝わっている。